# Мел Брукс
Мел Брукс (при народженні Мелвін Камінскі; англ. Melvin Kaminsky; нар. 28 червня 1926) — американський режисер, сценарист, композитор, комік, актор і продюсер. Відомий завдяки своїм фільмам-фарсам та кінопародіям.
Брукс належить до невеликого списку людей, що отримували всі найпрестижніші нагороди: «Оскар», «Еммі», «Ґреммі», «Тоні». Троє з його картин належать до списку «100 найкращих комедій усіх часів»: «Виблискуючі сідла» під номером 6, «Продюсери» під номером 11 та «Молодий Франкенштейн» під номером 13.

## Життєпис
Мелвін Камінські народився у Брукліні, Нью-Йорк, в родині Максиміліана Камінського та його дружини Кейт (до шлюбу Брукмен). Його батько був з родини німецьких євреїв, що проживали у портовому місті Данциг (сучасний польський Гданськ). Сім'я його матері були українськими євреями з Києва. В нього було три старших брати: Ірвінг, Ленні та Берні. Його батько помер від хвороби нирок, коли Бруксу було всього два роки.

## Творчий доробок

### Сценарист/Режисер
- Продюсери[en] (1968) (Academy Award, best original screenplay)
- Дванадцять стільців (1970) (також актор)
- Виблискуючі сідла (1974) (також актор)
- Молодий Франкенштейн (1974)
- Німе кіно (1976) (також актор)
- Страх висоти (1977) (також актор / продюсер)
- Всесвітня історія, частина І (1981) (також актор / продюсер)
- Бути чи не бути (1983) (також актор / продюсер)
- Космічні яйця (1987) (також актор / продюсер)
- Життя — лайно (1991) (також актор / продюсер)
- Робін Гуд: Чоловіки у трико (1993) (також актор / продюсер)
- Дракула: Мертвий і задоволений цим (1995) (також актор / продюсер)